# Barkakana
Barkakana è una suddivisione dell'India, classificata come census town, di 16.872 abitanti, situata nel distretto di Hazaribag, nello stato federato del Jharkhand. In base al numero di abitanti la città rientra nella classe IV (da 10.000 a 19.999 persone).

## Geografia fisica
La città è situata a 23° 37' 0 N e 85° 28' 60 E e ha un'altitudine di 376 m s.l.m..

## Società

### Evoluzione demografica
Al censimento del 2001 la popolazione di Barkakana assommava a 16.872 persone, delle quali 9.044 maschi e 7.828 femmine. I bambini di età inferiore o uguale ai sei anni assommavano a 2.260, dei quali 1.178 maschi e 1.082 femmine. Infine, coloro che erano in grado di saper almeno leggere e scrivere erano 11.510, dei quali 6.877 maschi e 4.633 femmine.